# Медаль Фарадея по электрохимии
Медаль Фарадея по электрохимии (англ. Faraday Medal of electrochemistry) — награда, присуждаемая с 1977 года британским Королевским химическим обществом за выдающиеся работы в области электрохимии, выполненные вне Великобритании.

## Список лауреатов
- 1977: Вениамин Григорьевич Левич
- 1981: Джон Бокрис[англ.]
- 1983: Жан-Мишель Савеан[англ.]
- 1985: Мишель Арман[англ.][1]
- 1987: Хайнц Геришер[англ.]
- 1991: David A. J. Rand, CSIRO Division of Mineral Chemistry, Port Melbourne[2]
- 1994: Stanley Bruckenstein, Университет штата Нью-Йорк в Буффало [3]
- 1995: Michael J. Weaver (1947-2002), Университет Пердью
- 1996: Адам Геллер[англ.]
- 1998: Вольф Фильштих (Wolf Vielstich), Боннский университет, Германия
- 1999: Philippe Allongue, французский Национальный центр научных исследований
- 2000: Alan Maxwell Bond (род. 1946), австралийский Университет Монаша [4]
- 2001: Михаэль Гретцель, Федеральная политехническая школа Лозанны, Швейцария
- 2002: Henry S. White, Университет Юты[5], США
- 2003: Dieter M. Kolb (1942–2011), Ульмский университет, США
- 2004: Daniel A. Scherson, Университет Кейс Вестерн резерв, США
- 2005: Robert Mark Wightman, Университет северной Каролины, США
- 2006: Юбер Жиро, Федеральная политехническая школа Лозанны, Швейцария
- 2007: Christian Amatore, французский Национальный центр научных исследований
- 2008: Натан Льюис[англ.], Калифорнийский технологический институт, США
- 2009: Reginald M. Penner, Калифорнийский университет , США
- 2011: Héctor D. Abruña, Корнеллский университет, США
- 2012: Zhong-Qun Tian, Сямэньский университет, КНР
- 2013: Ненад Маркович (Nenad Markovic), Беркли[6]
- 2014: Masatoshi Osawa, Университет Хоккайдо, Япония
- 2015: Richard M. Crooks, Университет Техаса, США[7]